# Jamie Lynn Gray
Jamie Lynn Gray, född 26 maj 1984 i Lebanon, Pennsylvania, är en amerikansk sportskytt. I olympiska sommarspelen 2012 i London vann hon guld i grenen 50 meter gevär, tre positioner. Hon deltog även i grenen 10 m luftgevär, i vilken hon slutade på femte plats. Hon deltog i samma grenar i olympiska sommarspelen 2008 i Peking och slutade då på fjärde plats i 10 m luftgevär och på femte plats i 50 meter gevär, tre positioner.